# Cherry Wilder
Cherry Wilder, eigentlich Cherry Barbara Grimm (* 3. September 1930 in Auckland als Cherry Barbara Lockett; † 14. März 2002 in Wellington) war eine neuseeländische Science-Fiction- und Fantasy-Autorin.

## Leben
Cherry Wilder wurde in Auckland auf der neuseeländischen Nordinsel geboren. Sie besuchte die Nelson Girls High in Nelson und die University of Canterbury in Christchurch auf der Südinsel. Nach dem Studium arbeitete sie als Hochschullehrerin und Theaterregisseurin.
1954 zog sie mit ihrem ersten Ehemann nach Newcastle New South Wales in Australien, 1961 mit ihrem zweiten Ehemann Horst Grimm (1928–1992) nach Sydney. Sie schrieb Liebes- und Abenteuergeschichten für verschiedene Magazine.
1974 erschien ihre erste SF-Geschichte unter dem Titel The Ark of James Carlyle in „New Writings In SF: 24“. Sie hatte die Geschichte ursprünglich unter einem männlichen Pseudonym eingereicht, veröffentlichte sie dann aber unter dem neuen Pseudonym Cherry Wilder. Zur Wahl des Namens sagte sie:

„At this time I chose the name Wilder, thinking of Laura Ingalls Wilder, Thornton Wilder, and Sir John Wilder of TV's "The Power Game", played by the late Patrick Wymark.“

„Zu dieser Zeit wählte ich den Namen Wilder, wobei ich an Laura Ingalls Wilder, Thornton Wilder, und Sir John Wilder aus der Fernsehserie The Power Game dachte, der von dem verstorbenen Patrick Wymark gespielt wurde.“

Da ihre SF-Geschichten sehr erfolgreich waren, schrieb sie weiterhin Science-Fiction, später auch Fantasy. Insgesamt schrieb sie mehr als fünfzig Kurzgeschichten sowie mehrere Romane.
1976 zog Wilder mit ihrer Familie nach Langen in der Nähe von Frankfurt am Main. Ende der 1980er zog sie wieder zurück nach Neuseeland.
2002 ist sie im Alter von 71 Jahren gestorben. Ihr schriftstellerischer Nachlass befindet sich in der De Grummond Collection der University of Southern Mississippi.

## Bibliografie

### Bücher

#### Die Torin-Trilogie
- 1977 The Luck of Brin's Five (Das Glück von Brins Fünf) – erhielt 1978 den Ditmar Award als bester australischer Roman
- 1982 The Nearest Fire (Das Feuer, das am nächsten liegt)
- 1986 The Tapestry Warriors (Die Gobelin-Krieger)

Einige Kurzgeschichten sind in der gleichen Welt angesiedelt wie die Torin-Trilogie (unten zum Teil entsprechend markiert).

#### Die Königskinder
- 1984 A Princess of the Chameln (Prinzessin Aidris)
- 1984 Yorath the Wolf (Wolfskrieger Yorath)
- 1986 The Summer's King (König Sharn)
- 2004 The Wanderer, nach Wilders Tod von Katya Reimann fertiggestellt. The Wanderer sollte das erste Buch einer zweiten Trilogie in der Welt der Herrscher von Hylor sein.

#### Rhomary Land
- 1986 Second Nature
- 1996 Signs of Life

### Andere Bücher
- 1988 Cruel Designs
- 1995 Dealers in Light and Darkness, eine Sammlung

### Kurzgeschichten
- 1974 The Ark of James Carlyle – 1975 nominiert für den Ditmar Award als beste australische long fiction
- 1975 The Phobos Transcripts
- 1975 Way Out West – 1976 nominiert für den Ditmar Award als beste australische long fiction
- 1976 Double Summer Time
- 1976 The Remittance Man
- 1977 The Lodestar
- 1977 Point of Departure
- 1978 The Falldown of Man
- 1978 Mab Gallen Recalled – veröffentlicht in Millennial Women
- 1979 Dealers in Light and Darkness
- 1979 A Long, Bright Day by the Sea of Utner
- 1979 Odd Man Search
- 1980 The Gingerbread House
- 1981 Gone to Earth
- 1981 The Dreamers of Deliverance
- 1983 Cabin Fever
- 1983 Kaleidoscope
- 1983 Something Coming Through
- 1985 The Ballad of Hilo Hill
- 1986 Dreamwood
- 1987 The Decline of Sunshine
- 1988 The House on Cemetery Street
- 1989 Anzac Day
- 1989 The Soul of a Poet
- 1990 Alive in Venice
- 1990 Old Noon's Tale
- 1990 A Woman's Ritual
- 1990 The Beta Syndrome
- 1991 Looking Forward to the Harvest
- 1992 Bird on a Time Branch
- 1993 Special Effects
- 1994 Willow Cottage
- 1995 Back of Beyond
- 1996 The Curse of Kali
- 1996 Dr. Tilmann's Consultant: A Scientific Romance
- 1997 Friends in Berlin
- 1997 The Ghost Hunters
- 1998 The Bernstein Room
- 1998 The Dancing Floor (angesiedelt in der Torin-Welt)
- 2000 Saturday
- 2001 Aotearoa